# Liste der Kulturdenkmäler in Nistertal
In der Liste der Kulturdenkmäler in Nistertal sind alle Kulturdenkmäler der rheinland-pfälzischen Ortsgemeinde Nistertal mit den Ortsteilen Büdingen und Erbach aufgeführt. Grundlage ist die Denkmalliste des Landes Rheinland-Pfalz (Stand: 21. Dezember 2021).

## Einzeldenkmäler
| Bezeichnung                          | Lage                                          | Baujahr                            | Beschreibung                                                                     | Bild                           |
| ------------------------------------ | --------------------------------------------- | ---------------------------------- | -------------------------------------------------------------------------------- | ------------------------------ |
| Schulhaus                            | Büdingen, Am Schulplatz 6 Lage                | 1901                               | ehemalige Schule; kleiner Typenbau, 1901                                         | Fotos hochladen                |
| Brücke                               | Büdingen, Brückenstraße Lage                  | 19. Jahrhundert                    | dreibogige Steinbrücke mit kleinerem vierten Bogen, wohl aus dem 19. Jahrhundert | weitere Bilder Fotos hochladen |
| Brunnen                              | Büdingen, Brunnenstraße, gegenüber Nr. 1 Lage | zweite Hälfte des 19. Jahrhunderts | gusseiserner Laufbrunnen, zweite Hälfte des 19. Jahrhunderts                     | weitere Bilder Fotos hochladen |
| Katholische Kirche Mariä Himmelfahrt | Büdingen, Kirchweg 7 Lage                     | 1921                               | Saalbau, Basalt, 1921                                                            | weitere Bilder Fotos hochladen |
| Bahnhof Erbach                       | Erbach, Bahnhofstraße 2 Lage                  | um 1885                            | Empfangsgebäude mit Güterschuppen des Bahnhofs Erbach; Typenbau, um 1885         | weitere Bilder Fotos hochladen |